# Sanza, Kampanien
Sanza är en ort och kommun i provinsen Salerno i regionen Kampanien i Italien. Kommunen hade 2 565 invånare (2017).